# Caecidotea hobbsi
Caecidotea hobbsi is een pissebed uit de familie Asellidae. De wetenschappelijke naam van de soort is voor het eerst geldig gepubliceerd in 1939 door Maloney.